# Jerzy Gorgoń
Jerzy Paweł Gorgoń, poljski nogometaš, * 18. julij 1949, Zabrze, Poljska. 
Sodeloval je na nogometnemu delu poletnih olimpijskih iger leta 1972 in leta 1976 ter osvojil zlato in srebrno medaljo.